# Bretzelsonndeg
Le Bretzelsonndeg est un jour de fête nationale au Luxembourg, célébré en mangeant des bretzels pendant le troisième dimanche de Carême, qui remonterait au 18e siècle. La tradition veut que les hommes offrent à leurs épouses un bretzel, et que si la femme est encline à accepter son offre d'amour, elle lui donnera un œuf le dimanche de Pâques. Autrement, l'homme recevra un « panier » (appelé en luxembourgeois de Kuerf kréien), synonyme de rupture. Les années bissextiles, apparemment, les rôles sont inversés,.